# Juana Azurduy

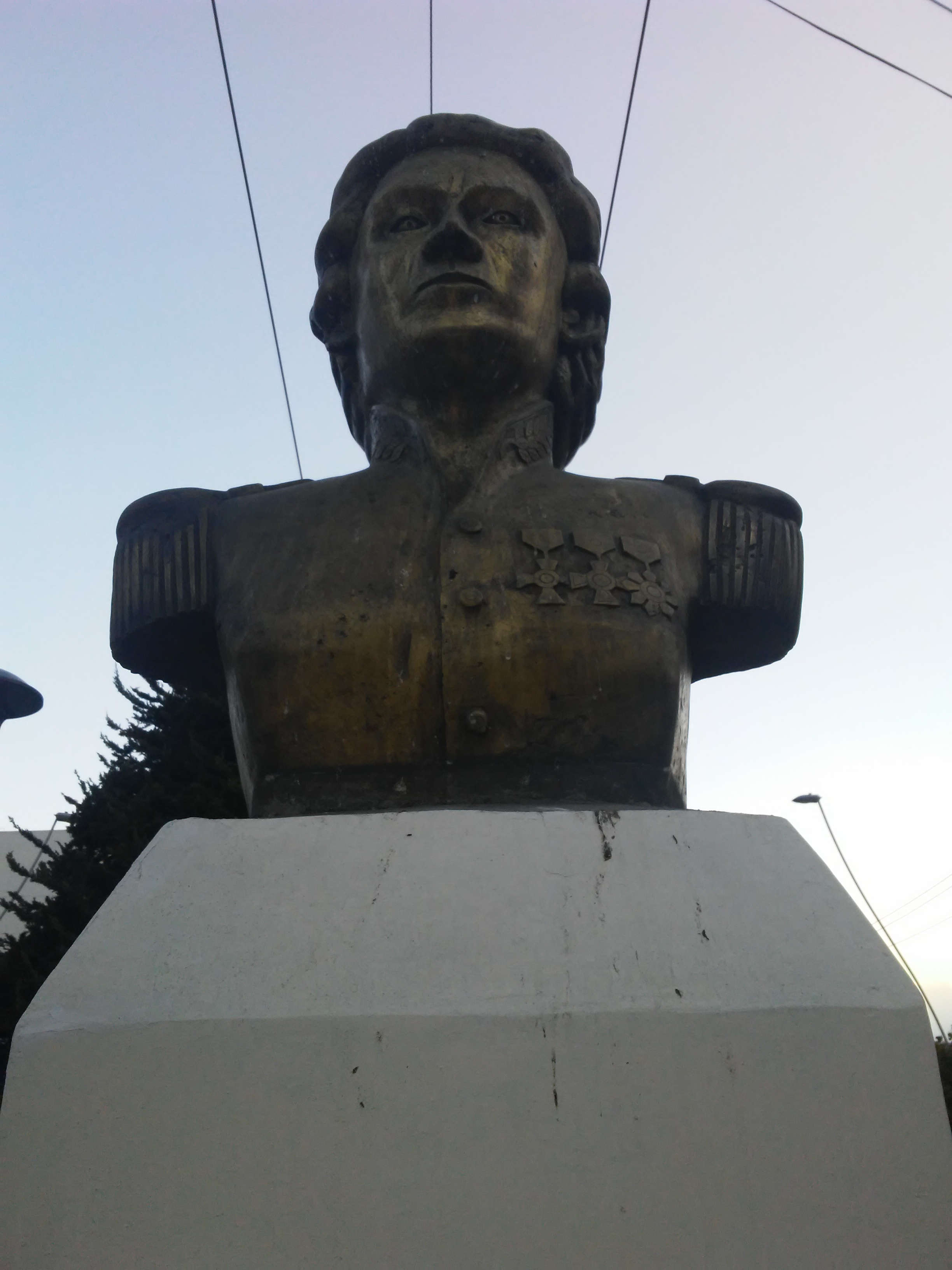
Juana Azurduy de Padilla

Juana Azurduy de Padilla (ur. 12 lipca 1780. zm. 25 maja 1862) – południowoamerykańska działaczka niepodległościowa.
Córka zamożnego Kreola i pół-Indianki. Od młodości potrafiła posługiwać się bronią, jeździć konno oraz mówić w językach quechua i aymara, których używali Indianie zamieszkujący dzisiejsze Peru oraz Boliwię. W trakcie walk z Hiszpanami dowodziła własnym batalionem partyzantów, który składał się w większości z ludności indiańskiej. Razem z mężem Manuelem Ascencio Padillą doczekała się czwórki dzieci, każde z nich zmarło jednak podczas walk. W 1816 Padilla został schwytany i rozstrzelany przez zwolenników monarchii, nie powstrzymało to jednak Juany Azurduy przed dalszym udziałem w wojnie. Kontynuowała boje na pograniczy Boliwii i Argentyny. Dzięki osobistej charyzmie i wierze w zwycięstwo przyciągnęła mnóstwo ochotników w szeregi rewolucyjnej armii.
W 2009 nadano jej stopień generała armii Argentyny. W 2015 w centrum Buenos Aires powstał 25-tonowy pomnik Juany Azurduy. Jej imię nosi port lotniczy położony w boliwijskiej stolicy konstytucyjnej - Sucre.